# Central Coast Football Club
Maillots
Actualités
Dernière mise à jour : 5 octobre 2023.
Le Central Coast Football Club est un club salomonais de football qui évolue en S-League, basé à Honiara, capitale des Îles Salomon.

## Histoire
Jusqu'en 2019, le club joue en Honiara Football League, mais à partir de la saison 2020, il évolue au plus haut niveau aux Îles Salomon. Outre le football, le club créé son équipe de futsal.
Central Coast est l'une des trois équipes qui fait ses débuts cette saison là en S-League. Sous la houlette de l'entraîneur Jacob Moli, celui-ci recrute des joueurs comme Phillip Mango, Densly Geseni, Javin Wae, Philip Ropa ou William Komasi. Le 9 août 2020, le club dispute son premier match en championnat face au Malaita Kingz. À l'extérieur, l'équipe gagne le tout premier match de son histoire par un but à zéro. 
Central Coast remporte son premier titre de S-League lors de la saison 2021. Grâce à ce titre, le club dispute la première Ligue des champions de l'OFC de son histoire. Lors de la Ligue des champions de l'OFC 2022, ils atteignent les demi-finales où ils perdent deux buts à zéro contre Auckland City.

## Palmarès
- Championnat des Îles Salomon :
  - Champion en 2021, 2024